# Acanthochitona zebra
Acanthochitona zebra är en blötdjursart som beskrevs av Israel Lyons 1988. Acanthochitona zebra ingår i släktet Acanthochitona och familjen Acanthochitonidae. Inga underarter finns listade i Catalogue of Life.